# Lucia z Trypolisu
Lucia z Trypolisu, fr. Lucie de Tripoli lub Lucie de Poitiers (zm. po 1292) – hrabina Trypolisu od 1287 do 1289.
Była córką Bemunda VI (zm. 1275) i jego żony - Sybilli z Małej Armenii. Siostra Boemunda VII - objęła władzę w hrabstwie po jego śmierci i rządziła do upadku Hrabstwa Trypolisu (podbitego 26 kwietnia 1289 przez Qalawuna). 
W 1278 Lucia poślubiła Narjota de Toucy - pana Terzy, generalnego kapitana Durazzo (od 1277 również admirała Królestwa Sycylii, a od 1282 - generalnego kapitana Morei). Para ta miała syna - Filipa de Toucy. Mąż Lucii zmarł w 1292, a jej dalsze losy są nieznane. 